# Aseptis monica
Aseptis monica là một loài bướm đêm trong họ Noctuidae.